# Ananteris balzanii
Ananteris balzanii é uma espécie de escorpião encontrada na Argentina, no Paraguai e no Brasil. É a espécie-tipo do gênero Ananteris.